# The Other Side of the Mirror
The Other Side of the Mirror è il quarto album discografico in studio da solista di statunitense Stevie Nicks, già cantante dei Fleetwood Mac, pubblicato nel 1989.

## Tracce
1. Rooms on Fire – 4:30 (Stevie Nicks, Rick Nowels)
2. Long Way to Go – 4:06 (Nicks, Nowels, Charles Judge)
3. Two Kinds of Love (duetto con Bruce Hornsby) – 4:46 (Nicks, Rupert Hine, Nowels)
4. Ooh My Love – 5:02 (Nicks, Nowels)
5. Ghosts – 4:54 (Nicks, Mike Campbell)
6. Whole Lotta Trouble – 4:58 (Nicks, Campbell)
7. Fire Burning – 3:16 (Nicks, Campbell, Hine)
8. Cry Wolf – 4:12 (Jude Johnstone)
9. Alice – 5:50 (Nicks, Hine)
10. Juliet – 4:55 (Nicks)
11. Doing the Best I Can (Escape from Berlin) – 5:36 (Nicks)
12. I Still Miss Someone (Blue Eyes) – 4:08 (Johnny Cash, Roy Cash Jr.)